# Olivoidea
Olivoidea zijn een superfamilie van weekdieren uit de klasse van de Gastropoda (slakken).

## Taxonomie
De volgende families zijn bij de superfamilie ingedeeld:
- Ancillariidae Swainson, 1840
- Bellolividae Kantor, Fedosov, Puillandre, Bonillo & Bouchet, 2017
- Benthobiidae Kantor, Fedosov, Puillandre, Bonillo & Bouchet, 2017
- Olividae Latreille, 1825
- Pseudolividae de Gregorio, 1880